# Hoplophorella pervicax
Hoplophorella pervicax är en kvalsterart som först beskrevs av Wojciech Niedbała 1984.  Hoplophorella pervicax ingår i släktet Hoplophorella och familjen Phthiracaridae. Inga underarter finns listade i Catalogue of Life.